# آرمیر گریمای
آرمیر گریمای (آلبانیایی: Armir Grimaj؛ زادهٔ ۱۶ ژوئن ۱۹۷۴) بازیکن سابق و مربی فوتبال اهل آلبانی است.
از باشگاه‌هایی که در آن بازی کرده‌است می‌توان به باشگاه فوتبال دینامو تیرانا، باشگاه فوتبال ولازنیا اشکودر، و باشگاه فوتبال پارتیزانی تیرانا اشاره کرد.
وی همچنین در تیم ملی فوتبال آلبانی بازی کرده‌است.